# Palinuro

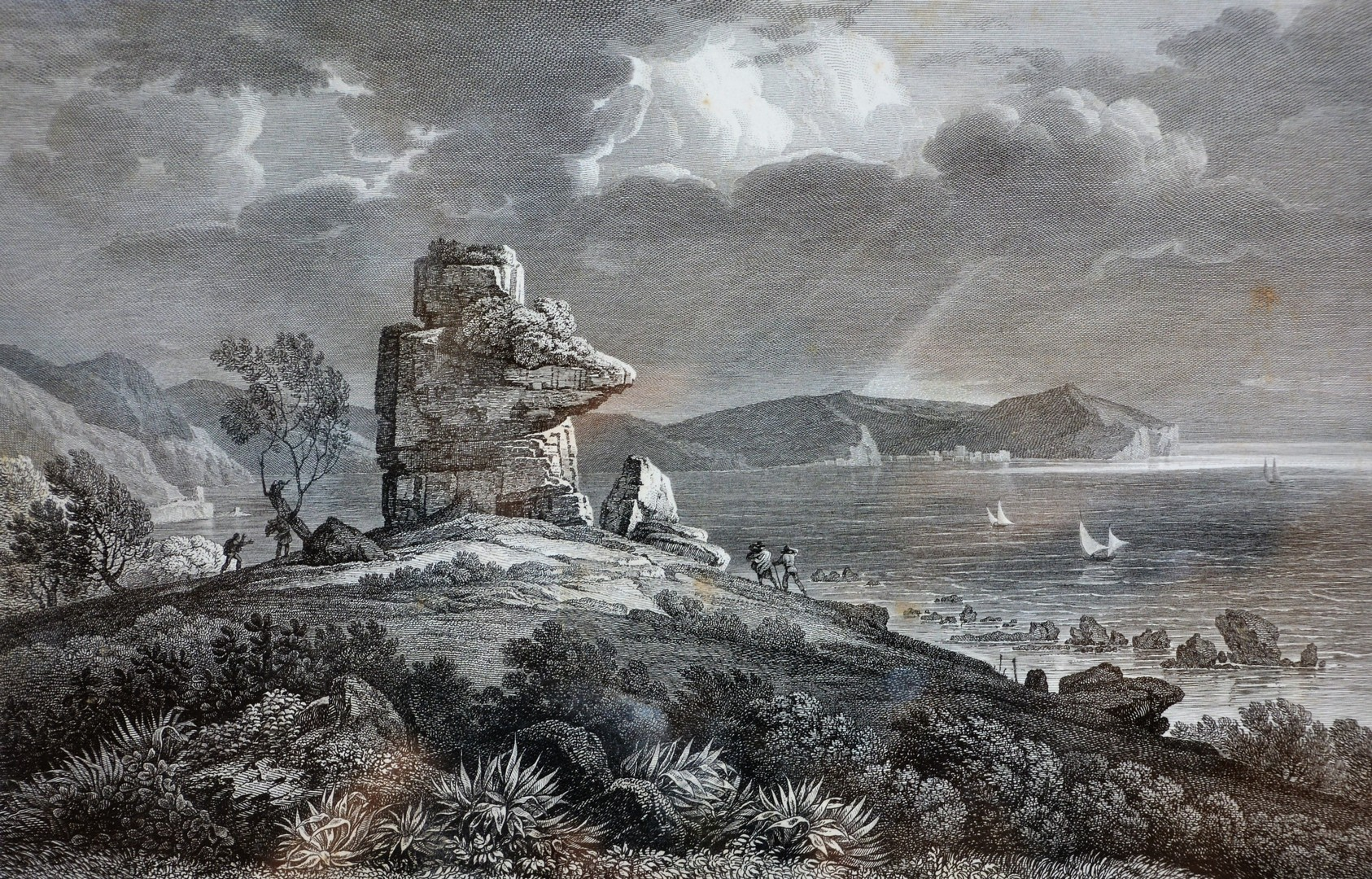
Cenotáfio de Palinuro em gravura do século XIX

Palinuro (em latim: Palinurus; em grego clássico: Palinouros), na mitologia romana, é o timoneiro do navio de Eneias, desde que saiu de Troia, depois que a cidade foi destruída na Guerra de Troia. Caiu no mar numa noite quando conduzia a frota à Itália.